# Das zweite Leben (1928)
Das zweite Leben ist ein US-amerikanisches Stummfilmdrama von Rowland V. Lee mit Pola Negri in der Hauptrolle. Der Film basiert auf dem gleichnamigen Stück (1927) von Rudolf Österreicher und Rudolf Bernauer.

## Handlung
Dietrich Graf Wallentin veranlasst gegen den Willen seiner Frau Gerda deren Abreise zu Verwandten nach Wien, um ungestört einer Affäre mit einer anderen Frau nachzugehen, die auch seine diplomatische Karriere zu fördern verspricht. Der Zug von Dresden in die österreichische Hauptstadt verunglückt nahe Schandau, und man nimmt nach den Bergungsarbeiten an, dass sich auch die junge Gräfin unter den Toten befindet. Niemand weiß, dass Gerda, den Überredungskünsten des Musikers und Frauenbetörers Raoul Stanislav folgend, bereits in Schandau den Zug verlassen hatte und dem sie umgarnenden Mann folgte. Ihr Schwiegervater erfährt jedoch davon und überrascht Gerda und den Freund in einer verfänglichen Situation. Der Alte will unbedingt einen Skandal vermeiden, der unweigerlich bei Entdeckung der Umstände droht und den Namen Wallentin besudeln könnte. Und so setzt der alte Wallentin Gerda massiv unter Druck, auch weiterhin als tot zu gelten und nicht mehr zu ihrem Gatten zurückzukehren. Gerda Wallentin entscheidet sich daher für ein neues, ein zweites Leben.
Unter dem neu angenommenen Namen Gräfin Scherdinski geht sie nach Paris, wo sie sich an einem Spielsalon beteiligt. Nach vielen Jahren kommt es dort zur Wiederbegegnung mit ihrem Gatten, der sie jedoch nicht wiedererkennt. Graf Dietrich verliebt sich aufs Neue in seine Frau und bittet jene Gräfin Scherdinski, an seiner Seite und ihr beider Kind als vermeintliche Gräfin Wallentin zu leben. Dietrich wird nämlich von seiner Geliebten Baroness Hilda bedrängt, die den Grafen unbedingt heiraten möchte. Für Gerda ändert sich die Situation dramatisch, als sie um die wahren Gründe ihrer einst aufgedrängten Wien-Reise erfährt: Eben diese Baroness Brings war jene Ehebrecherin, mit der sich ihr untreuer Gatte nach ihrer Abreise vergnügt hatte. Nun ist Gerda Wallentin nicht mehr länger bereit, sich auf die schäbige Scharade ihres Noch-Gatten einzulassen und verlangt stattdessen die Scheidung und beider Kind. Gerda will den Amerikaner James Harris heiraten, den sie hier in Paris kennen und lieben gelernt hat, und mit ihm in dessen Heimatland auswandern.

## Produktionsnotizen
Die Dreharbeiten zu Das zweite Leben begannen am 27. Januar 1928 und endeten wenige Wochen darauf. Der Film wurde am 14. April 1928 uraufgeführt. Die deutsche Premiere fand noch im selben Jahr statt.
B. P. Schulberg übernahm die Produktionsleitung, Travis Banton schuf die Kostüme.
Der Film gilt heute als verschollen.

## Kritiken
Der Tag schrieb: „Pola Negri spielt die Rolle der Gräfin mit großer Routine und mit vielen Nuancen der Gefühlsäußerungen. Ihre Leistung ist durchaus interessant.“
Die Linzer Tages-Post meinte: „Das ganze ist höchst interessant und anregend durch die geschickte Inszenierung und Rollenbesetzung.“
Das Neue Wiener Journal schwärmte von einem „außerordentlich interessanten, ereignisreichen Film, der sich durch besondere Feinheit in der Behandlung des packenden Geschehens auszeichnet“ und lobte die Hauptdarstellerin: „Pola Negri spielt das ganz wundervoll.“